# Agiadzi
Agiadzi (gr. Αγιάδες, Agiádai, Agídai, także Eurystenidzi) – jedna z dwóch dynastii (obok Eurypontydów), które przez stulecia wspólnie panowały w Sparcie. Bierze swoje imię od Agisa, syna Eurystenesa. Eurystenes miał być jednym z bliźniąt – bratem Proklesa, protoplasty drugiej dynastii – co spowodowało trudność w ustaleniu primogenitury i ostatecznie stało się źródłem stałej diarchii.
Listę królów tej gałęzi można zrekonstruować następująco:

| Król        | Okres panowania  | Król             | Okres panowania  | Król           | Okres panowania  |
| ----------- | ---------------- | ---------------- | ---------------- | -------------- | ---------------- |
| Agis I      | IX w. p.n.e.     | Anaksandros      | 690 - 650 p.n.e. | Kleombrotos I  | 380 - 371 p.n.e. |
| Echestratos | IX w. p.n.e.     | Eurykratidas     | 650 - 600 p.n.e. | Agesipolis II  | 371 - 370 p.n.e. |
| Labatos     | IX w. p.n.e.     | Leon             | 600 - 560 p.n.e. | Kleomenes II   | 370 - 309 p.n.e. |
| Doryssos    | 988 - 959 p.n.e. | Anaksandridas II | 560 - 520 p.n.e. | Areus I        | 309 - 265 p.n.e. |
| Agesilaos I | 959 - 885 p.n.e. | Kleomenes I      | 520 - 490 p.n.e. | Akrotatos      | 265 - 262 p.n.e. |
| Archelaos   | 885 - 825 p.n.e. | Leonidas I       | 490 - 480 p.n.e. | Areus II       | 262 - 254 p.n.e. |
| Telektos    | 825 - 785 p.n.e. | Plejstarchos     | 480 - 459 p.n.e. | Leonidas II    | 254 - 235 p.n.e. |
| Alkamenes   | 785 - 739 p.n.e. | Plejstonaks      | 459 - 409 p.n.e. | Kleombrotos II | 244 - 243 p.n.e. |
| Polydoros   | 739 - 714 p.n.e. | Pauzaniasz       | 409 - 395 p.n.e. | Kleomenes III  | 235 - 222 p.n.e. |
| Eurykrates  | 714 - 690 p.n.e. | Agesipolis I     | 395 - 380 p.n.e. | Agesipolis III | 219 - 215 p.n.e. |